# 名誉客員教授
名誉客員教授（めいよきゃくいんきょうじゅ）とは、学術研究や教育で顕著な実績を現して功績した教員に贈る、栄誉職であり名誉称号である。客員教員のうち、特に客員教授相当の職位で処遇するに相応しい人物に贈られる。

## 概要
学校教育法に定められる名誉教授とは異なり、教育機関設置者の国立大学法人、公立大学法人、都道府県、学校法人などがそれぞれに定める称号である。客員教授は非常勤教員に対する処遇として実質的な職務、責任、報酬を伴う役職だが、名誉客員教授は栄誉的職位や称号として名誉教授に準ずる顕彰処遇である。
著名な例として、三笠宮崇仁親王は東京芸術大学名誉客員教授を務め、寬仁親王は初代学長勝田吉太郎との旧交から鈴鹿国際大学で1999年から名誉客員教授を務めており、2001年から薨去するまで毎年一度講義を行っていた。

## 当該規定を有する大学

### 国立大学
- 金沢大学
- 東京芸術大学

### 公立大学
- 滋賀県立大学
- 福井県立大学

### 私立大学
- 東海大学
- 千葉科学大学

### 各国
- 中国人民大学
- マハトマ・ガンジー記念医科大学
- ロンドン王立美術大学